# Thaifjord
Thaifjord, norsk originalitel Et lite stykke Thailand, är en norsk dokumentärserie i 6 avsnitt om thailändska kvinnor som flyttar till Norge för att gifta sig med norska män.
Serien visas i Sveriges Television från 23 maj 2012.